# Flytande kärnkraftverk

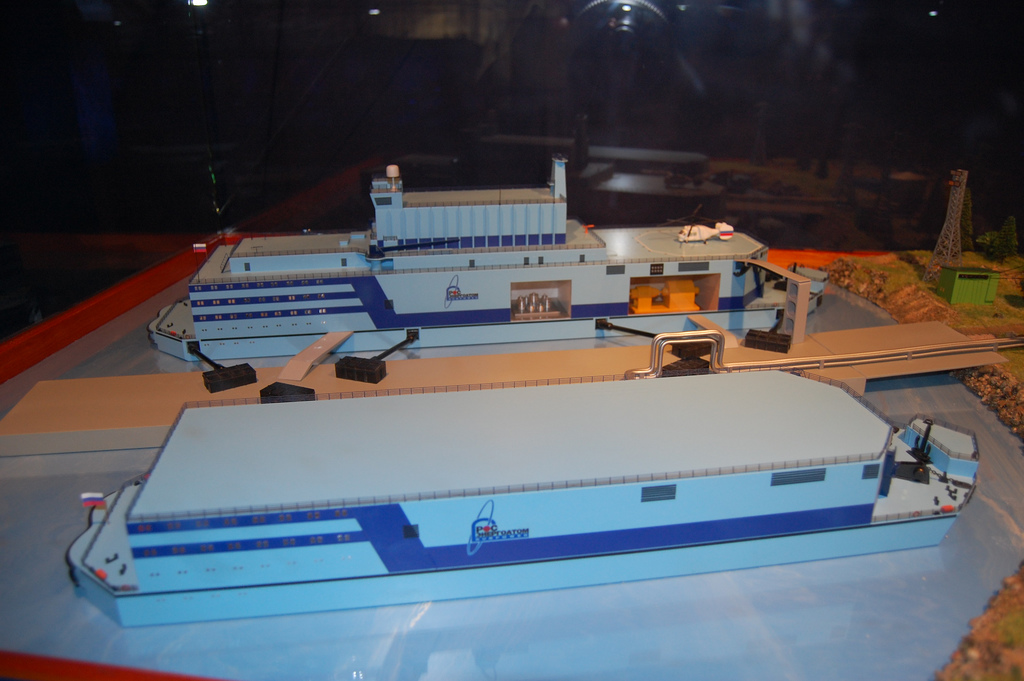
Modell av ett ryskt flytande kärnkraftverk.

Flytande kärnkraftverk är kärnkraftverk placerade på ett fartyg eller en pråm avsedda att leverera elektrisk kraft till närliggande förbrukare. Atomdrivna fartyg (ubåtar, isbrytare, hangarfartyg) innehåller också kärnreaktorer men där är reaktorns primära uppgift att ge framdrivning av det egna fartyget.

## Allmänt
Konceptet har hittills (2019) tillämpats i mycket begränsad omfattning, men tänkes kunna ha följande fördelar: 
- Flera kärnkraftverk kan färdigställas vid en enskild tillverkningsanläggning och därigenom kunna uppnå stordriftsfördelar
- Kärnkraftverket kan färdigställas på en ort med närhet till teknisk infrastruktur, och sedan bogseras till avlägsna förläggningsplatser, och därmed undvika att behöva ha infrastruktur och personal för uppförande på förläggningsplatsen.
- Kärnkraftverket kan placeras på en förläggningsplats som en temporär lösning, och när en permanent elförsörjning har anordnats bogseras till nya platser med behov av elförsörjning.

Bland nackdelarna kan nämnas:
- Baseringen på en pråm begränsar möjlig storlek hos kraftverket till betydligt mindre än landbaserade kärnkraftverk, vilket påverkar lönsamheten negativt då ett kärnkraftverk har vissa fasta kostnader för övervakning och drift oavsett storlek.

## Projekt i USA och Ryssland

### USA, MH-1A Sturgis 1968-1975

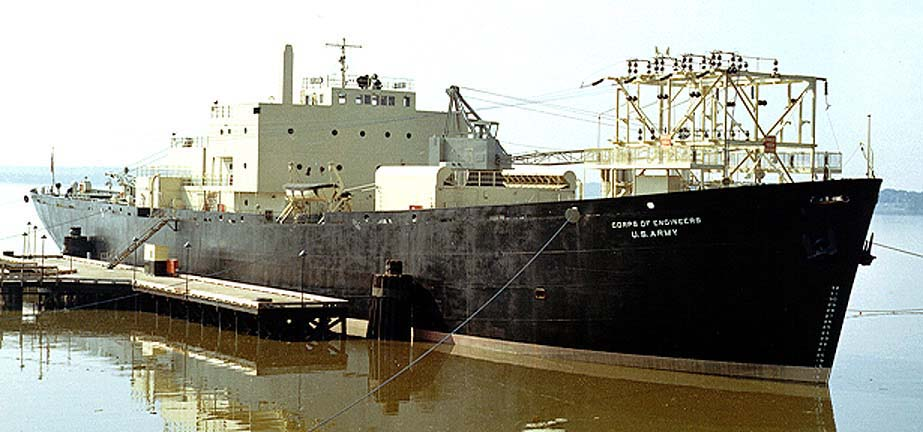
MH-1A Sturgis, världens första flytande kärnkraftverk 1967

Det amerikanska verket MH-1A, även kallat Sturgis, anges som världens första flytande kärnkraftverk. Konstruktionen påbörjades 1963 och hade sin första kriticitet 1967. Anläggningen var en tryckvattenreaktor med en enda cirkulationskrets (single-loop) med en elektrisk effekt på 10 MW och vägde 350 ton. Den monterades i skrovet från ett utrangerat Liberty-fartyg utan eget framdrivningsmaskineri. Det bogserades sedan till Panamakanalen där det var i drift mellan 1968 och 1975. En viktig orsak till placeringen där var för att ersätta kraft från vattenkraftverket Gatun Hydroelectric Station, som vid stort utnyttjande sänkte vattennivån i Gatun lake på ett sätt som hindrade sjöfarten genom Panamakanalen.
Kraftverket var i drift under 9 år med en anläggningsfaktor på 0,56 men avvecklades då kostnaderna ansågs alltför höga. I slutet av 1976 bogserades kraftverket tillbaka till USA och tömdes på bränsle. 2014 påbörjades nedmonteringen av anläggningen, vilken avslutades i mars 2019.

### Ryssland, Akademik Lomonosov, 2007-
Ryssland har under lång tid arbetat med utveckling av flytande kärnkraftverk baserade på en modifierad ubåtsreaktor (KLT-40). Kärnreaktorerna avses att massproduceras vid skeppsvarv och sedan bogseras till sin slutdestination, som är tänkt att vara nära en stad, by eller industri. Varje anläggning kan producera upp till 70 MWe eller 300 MW termisk effekt, vilket räcker till en stad med 80 000 invånare.
Den 15 april 2007 påbörjades konstruktionen av Academik Lomonosov, en pråm med två reaktorer, kallade Academik Lomonosov 1 och 2, vid Sevmash Submarine-Building Plant i Severodvinsk. Vid invigningen närvarade den ryske premiärministern Sergej Ivanov och chefen för den ryska kärnkraftsmyndigheten Rosatom Sergej Kirijenko. I augusti 2008 flyttades byggarbetena till Baltiysky Zavod (Baltiska skeppsvarvet) i Sankt Petersburg, och de blev även ansvariga för konstruktionen. Akademik Lomonosov sjösattes den 1 juli 2010 med en då planerad driftstart 2012. Projektet drabbades av flera förseningar, men erhöll drifttillstånd från den ryska myndigheten i juni 2019. Den 28 april 2018 bogserades den 144 meter långa och 21 000 ton tunga Akademik Lomonosov (MMSI-nummer 273381660) från varvet Baltiysky Zavod i Sankt Petersburg, och nådde den 17 maj efter över 4 000 km och tre veckors färd Murmansk, där kraftverket bland annat laddades med bränsle. Den 23 augusti 2019 lämnade kraftverket hamnen i Murmansk för att efter 4 700 km färd österut längs Sibiriens arktiska kust anlända till staden Pevek.
Anläggningen hade sin första anslutning mot elnätet i december 2019, och togs i kommersiell drift i maj 2020. Anläggningen anges vara en viktig del av regionen Tjuktjiens kraftförsörjning, och ersätter el och fjärrvärme från kärnkraftverket Bilibino som närmar sig slutet på sin livslängd, samt kraftvärmeverket Chaunskaya.
| Reaktor              | Byggstart  | First Grid | Kommersiell Drift |
| -------------------- | ---------- | ---------- | ----------------- |
| Akademik Lomonosov-1 | 2007-04-15 | 2019-12-19 | 2020-05-22        |
| Akademik Lomonosov-2 | 2007-04-15 | 2019-12-19 | 2020-05-22        |